# Цензура в Великобритании
Цензура в Великобритании (англ. Censorship in the United Kingdom) — ограничения свободы слова в Великобритании.

## Законодательные ограничения
По британскому закону о государственной измене призывы к нанесению вреда британскому монарху и призывы к отстранению его от власти запрещены и караются тюремным заключением сроком до пожизненного.
13 декабря 2013 года в СМИ сообщали, что в Великобритании отменен запрет на призывы в печати к свержению монархии.

Почти сразу появились сообщения, что запрет на призывы к свержению британской монархии отменили по ошибке.
По закону о непристойных публикациях (Obscene Publications Act 1959) распространение непристойных публикаций карается штрафом
или тюремным заключением до трёх лет. По закону о непристойных проявлениях (Indecent Displays Act 1981) секс-шопам запрещено открыто выставлять свой товар на витринах. Законом о сексуальных преступлениях (Sexual Offences Act 2003) запрещены детская порнография и зоофилия.
Важную роль в ограничении свободы слова играет также закон о клевете. Человек, считающий себя оскорбленным какой-либо публикацией, может подать на соответствующее издание в суд и потребовать денежной компенсации.
Также по закону запрещено разглашать государственную тайну.

## Цензура в телекоммуникационной сфере
В 2001 году в Великобритании был создан государственный медиарегулятор Ofcom (Управление по коммуникациям) - орган, регулирующий деятельность телекоммуникационных компаний, осуществляющих свою деятельность в этой стране. Этот орган занимается наблюдением за соблюдением Вещательного кодекса, принимает жалобы от телезрителей, выносит предупреждения в случае нарушения норм кодекса и законодательства, может применить к правонарушителям санкции, в т.ч. отозвать лицензию..

## Киноцензура
Продаваемые в Великобритании фильмы распределяются Британской комиссией по классификации фильмов (BBFC, до 1984 года — Британская комиссия киноцензоров) по допустимому возрасту просмотра. Фильмы с максимальной категорией R-18 продаются только в секс-шопах лицам старше 18 лет и показываются только в небольшом числе кинотеатров, имеющих специальное разрешение.

## Цензура интернета
Весь трафик британских провайдеров проходит через специальную систему фильтрации контента, закрывающую доступ к непристойным фотографиям детей. При этом пользователям выдается сообщение «URL не найден».

## Случаи цензуры
- Запрет выступлений ирландских националистов на британском телевидении и радио в 1988—1994 годах.
- В августе 2012 года британским сайтам, газетам и телеканалам королевской семьей было запрещено публиковать просочившиеся фотографии принца Гарри в голом виде, опубликованные в американских СМИ.[7]
- В сентябре 2012 королевский двор инициировал судебное преследование французского журнала Closer, опубликовавшего топлесс фотографии Кейт Миддлтон (герцогини Кембриджской).[8]
- Телеканал Russia Today несколько раз получал предупреждения от британского медиарегулятора Ofcom — в сентябре и ноябре 2012 года за сюжеты о Сирии, охарактеризованные как неточные и предвзятые[9].
- С момента открытия филиала телеканала RT UK в ноябре 2014 года он регулярно получает предупреждения от Ofcom, обоснованные нарушениями стандартов беспристрастности при освещении конфликта на Украине, и за антизападную риторику[10][11][12][13], впрочем, в некоторых случаях после расследования принималось решение, что сомнения в необъективности необоснованны[14].